# نوا روسس
نُوا روسس (به پرتغالی: Nova Russas) یک منطقهٔ مسکونی در برزیل است که در سئارا واقع شده‌است. نوا روسس ۳۲٬۴۰۸ نفر جمعیت دارد.